# Cherbezatina livens
Cherbezatina livens är en skalbaggsart som beskrevs av Dewailly 1950. Cherbezatina livens ingår i släktet Cherbezatina och familjen Melolonthidae. Inga underarter finns listade i Catalogue of Life.